# Ploceus princeps
El tejedor de Príncipe (Ploceus princeps) es una especie de ave paseriforme de la familia Ploceidae.

## Distribución geográfica
Es endémica de la isla de Príncipe.